# François de Paule de Bourbon (1882-1952)
Pour les articles homonymes, voir François de Paule de Bourbon et François de Bourbon.
François de Paule de Bourbon (en espagnol : Francisco de Paula de Borbón y de la Torre), duc consort de Séville, est né le 16 janvier 1882 à Madrid, en Espagne, et est décédé dans cette même ville le 6 décembre 1952. Cousin du roi Alphonse XIII d'Espagne, c’est un militaire et un parlementaire espagnol.

## Famille
Le prince François est le fils aîné du prince François de Paule de Bourbon (1853-1942) et de son épouse Maria Luisa de la Torre (1856-1887).
Le 21 août 1907, il épouse la princesse Henriette de Bourbon (1885-1967), duchesse de Séville et fille d’Enrique Pio de Borbon (1848-1894). De ce mariage naissent trois enfants :
- Isabelle de Bourbon (1908-1974), qui épouse Rinaldo Barucci (1900-1956) ;
- Henri de Bourbon (1909-1915) ;
- François de Paule de Bourbon (1912-1995), qui s'unit à Enriqueta Escasany y Miquel (1925-1962), avant de se remarier à María Garcia de Lóbez y Salvador (1928-2002).

## Biographie
Descendant du roi Charles IV d’Espagne, le prince François part en exil à Paris, en France, après la proclamation de la Seconde République espagnole.
Le 12 décembre 1935, le prince est autorisé par son cousin, le roi Alphonse XIII d’Espagne, à accepter la grand-maîtrise de « l’ordre de Saint-Lazare ». Il est élu à Paris. Cependant, cette élection n'a d'autre valeur que symbolique puisque l'ordre ne bénéficie d'aucune reconnaissance officielle et que la République espagnole a elle-même dissout les ordres royaux en 1933.
Pendant la Guerre civile espagnole, le prince prend la tête des forces nationalistes du Campo de Gibraltar avec le grade de colonel d’infanterie. Il participe alors à l’offensive de Malaga et occupe la ville avec ses troupes le 8 février 1937.
Nommé général en chef du 4e Corps d’Armée à la fin de la guerre, il sert dans la région de Peñarroya-Pozoblanco, au nord de la Province de Cordoue.
Avec la mise en place du régime franquiste, le prince François devient l’une des personnalités les plus influentes du mouvement monarchiste espagnol. Bénéficiant peut-être de l’appui de l’ambassade britannique, il aurait ainsi participé à une conspiration royaliste contre Francisco Franco en 1945. Mais, vraie ou non, cette conspiration à une tentative de coup d’État n’empêche pas le prince d’être promu au grade de lieutenant général et de recevoir le commandement de la capitainerie générale de Valladolid (7e Région militaire espagnole). Selon Paul Preston, le prince est finalement expulsé de l’armée pour implication dans le marché noir.
De 1946 à 1949, le prince François est nommé par Franco procurateur, autrement dit député, lors de la Première et de la Deuxième législature du régime.